# Морено Арансади, Рафаэль
Рафаэ́ль Море́но Аранса́ди (исп. Rafael Moreno Aranzadi; 23 мая 1892, Бильбао — 1 марта 1922, там же), по прозвищу Пичи́чи (исп. Pichichi, баск. Pitxitxi) — испанский футболист, нападающий. Один из лучших нападающих в истории испанского футбола, его именем названа награда лучшему бомбардиру чемпионата Испании — «Трофей Пичичи». Племянник известного писателя Мигеля де Унамуно.

## Биография
Рафаэль Арансади родился в Бильбао, в провинции Бискайя. Он присоединился к клубу «Атлетик Бильбао» в 1911 году в возрасте 18 лет.
В марте 1913 года вышел в составе «Атлетика» в финал Кубка Испании, где его клуб проиграл «Реал Униону». Впоследствии Арансади играл в финалах пяти кубков Испании, в том числе трёх подряд в 1914, 1915 и 1916 годах. В финале 1915 года Арансади сделал «хет-трик» в ворота «Эспаньола», а «Атлетик» победил 5:0, также «Атлетик» побеждал в 1920 и 1921 годах.
В 1920 году Пичичи был членом впервые созданной сборной Испании по футболу, которая отправилась на летние Олимпийские игры 1920 года в Бельгию. Он дебютировал в команде 28 августа в матче против Дании, а единственный свой гол за сборную забил в ворота сборной Нидерландов.
Пичичи на футбольном поле носил белую шапочку, легко опознаваемую на угловых, которые на неё щедро подавали.
Арансади закончил карьеру в 1921 году, став затем арбитром.
Пичичи умер в 1922 году от сыпного тифа. В 1926 году близ стадиона «Сан-Мамес» был установлен его бюст; по традиции команды, впервые посещающие стадион, оставляют цветы у постамента в память о футболисте.
В 1953 году испанская спортивная газета Marca назвала приз, который вручается лучшим бомбардирам испанской Примеры (с 1928 года) и Сегунды (с 1953 года), «Трофеем Пичичи».
Арансади с женой увековечены на картине художника Аурелио Артеты.

## Достижения
- Обладатель Кубка Испании (4): 1914, 1915, 1916, 1921
- Чемпион Севера Испании (3): 1914, 1915, 1916
- Чемпион Бискайи (2): 1920, 1921
- Серебряный призёр Олимпийских игр: 1920

## Статистика выступлений
| Клуб             | Сезон            | Лига | Лига | Кубок Испании | Кубок Испании | Итого | Итого |
| Клуб             | Сезон            | Игры | Голы | Игры          | Голы          | Игры  | Голы  |
| ---------------- | ---------------- | ---- | ---- | ------------- | ------------- | ----- | ----- |
| Атлетик Бильбао  | 1912/13          | 0    | 0    | 3             | 3             | 3     | 3     |
| Атлетик Бильбао  | 1913/14          | 9    | 9    | 3             | 4             | 12    | 13    |
| Атлетик Бильбао  | 1914/15          | 10   | 19   | 2             | 3             | 12    | 22    |
| Атлетик Бильбао  | 1915/16          | 11   | 13   | 1             | 0             | 12    | 13    |
| Атлетик Бильбао  | 1916/17          | 10   | 6    | 0             | 0             | 10    | 6     |
| Атлетик Бильбао  | 1917/18          | 12   | 11   | 0             | 0             | 12    | 11    |
| Атлетик Бильбао  | 1918/19          | 6    | 5    | 0             | 0             | 6     | 5     |
| Атлетик Бильбао  | 1919/20          | 8    | 5    | 5             | 0             | 13    | 5     |
| Атлетик Бильбао  | 1920/21          | 6    | 5    | 3             | 0             | 9     | 5     |
| Всего за карьеру | Всего за карьеру | 72   | 73   | 17            | 10            | 89    | 83    |